# Klein-kastély
A Klein-kastély 1902-ben épült a ma Miskolchoz tartozó, akkor még különálló település Szirmán. Tervezői Lajta Béla és Lechner Ödön voltak. A kastély Martintelep és Szirma között, valószínűleg a mai Árvácska és Új élet utcák környékén állt, a terület bérleti jogát a századfordulón Klein Mór szerezte meg, később fia, Sándor (1875–1944) üzemeltette a kétezer holdas mintagazdaságot.
Klein Sándor jelentős műgyűjteményt őrzött a kastélyban, az egyik szobát II. Rákóczi Ferenc emlékének szentelte. A kastélyba 1938-ban Faludy György is ellátogatott, melyet a Pokolbéli víg napjaim című önéletrajzi regényében beszél el; 1946-ban már a romos kastélyhoz tért vissza, melyről megírta Kétségbeesés Szirmán című versét. A kastélyt 1944-ben a németek felrobbantották, építőanyagát később a lakosok elhordták, az 1970-es évek óta helyén modern házak állnak.

## Külső hivatkozások
- Lajta Béla Virtuális Archívum Archiválva 2017. október 19-i dátummal a Wayback Machine-ben (képek a kastélyról)
- Faludy György: Kétségbeesés Szirmán (vers)
- Faludy György: Pokolbéli víg napjaim (önéletrajzi regény)
- Hideg Ágnes, Csáki Tamás: Egy eltűnt kastély nyomában – A Klein-kastély Miskolc–Szirmán